# Alejandra Alcántar
Alejandra Alcántar Rodríguez (* 22. Januar 1991) ist eine ehemalige mexikanische Handballspielerin, die in der Disziplin Beachhandball als Flügelspielerin mexikanische Nationalspielerin war und mittlerweile als Trainerin aktiv ist.

## Hallenhandball
Alejandra Alcántar spielte für den Instituto Superior de Educación Normal de Colima (ISENCO) in Colima. Colima ist eine der Hochburgen Mexikos im Handball. Bei den nationalen Olympischen Spielen 2011 erreichte Alcántar mit ihrer Mannschaft das Finale und nahm auch 2012 teil.

## Beachhandball
Mexiko begann, abgesehen von einem ersten kurzen Gastspiel bei den Panamerika-Meisterschaften 2014 in Asunción, erst seit 2018 regelmäßig an internationalen Wettbewerben im Beachhandball teilzunehmen. Zur ersten Gruppe dieser Spielerinnen, die an den Panamerika-Meisterschaften 2018 in Oceanside teilnahm, gehörte auch Alcántar. In Kalifornien wurde sogleich das Halbfinale und am Ende der vierte Rang erreicht, damit auch die erstmalige Qualifikation für Weltmeisterschaften. Bei der WM in Kasan verlor Mexiko alle Vorrundenspiele, wobei einzig gegen Vietnam ein Satzgewinn gelang und auch in der Trostrunde wurden zwei der drei Spiele verloren, nur gegen die Vereinigten Staaten gelang ein prestigeträchtiger Sieg. Es folgten die Platzierungsspiele, in denen zunächst Taiwan geschlagen und schließlich gegen Uruguay verloren und der 12. Platz belegt wurde. Es blieben Alcántars beide einzigen Berufungen in das Nationalteam.
Mit einer Auswahl Colimas gewann Alcántar 2016 den Titel bei den südkalifornischen Meisterschaften.
Nach der aktiven Laufbahn wurde Alcántar Assistentin des Nationaltrainers Miguel Contreras de la Mora. Mit der Mannschaft gewann sie 2022 die beiden ersten Titel mit der Mannschaft Mexikos bei den Nor.Ca. Beach Handball Championships sowie den Central American and Caribbean Sea and Beach Games, dazwischen wurde sie bei den Weltmeisterschaften mit ihrer Mannschaft 15. sowie Fünfte bei den World Games.

## Erfolge
| Weltmeisterschaften - 2018: 12. | Pan-Amerikanische Meisterschaften - 2018: 4. |

## Belege und Anmerkungen
1. ↑  Afmedios / Redacción: Llega Isenco a la final de handball. In: AFmedios .- Agencia de Noticias. Abgerufen am 12. Januar 2023 (spanisch).
2. ↑  Candeportes: Candeportes: ON2012 Handball: ESTÁ EN EL CAMINO COLIMA SUPERIOR FEMENIL. In: Candeportes. 17. Mai 2012, abgerufen am 12. Januar 2023.
3. ↑  Edición del martes 6 de marzo de 2018 by El Comentario - Issuu. Abgerufen am 2. Dezember 2022 (englisch).
4. ↑  Candelario González: Se Presenta México en Mundial de Handball de Playa. In: MAG Deportes. 23. Juli 2018, abgerufen am 18. November 2022 (spanisch).
5. ↑  Logran colimenses campeonato de handball de playa femenil. Abgerufen am 12. Januar 2023.
6. ↑  Once Noticias, José Francisco Martínez Gómez, Once Noticias , Edición: José Francisco Martínez Gómez: Selección femenil logra boleto a Mundial de Balonmano de Playa en Grecia • Once Noticias. 13. Mai 2022, abgerufen am 12. Januar 2023 (mexikanisches Spanisch).

| Personendaten    | Personendaten                                      |
| ---------------- | -------------------------------------------------- |
| NAME             | Alcántar, Alejandra                                |
| ALTERNATIVNAMEN  | Alcántar Rodríguez, Alejandra (vollständiger Name) |
| KURZBESCHREIBUNG | mexikanische Handballspielerin                     |
| GEBURTSDATUM     | 22. Januar 1991                                    |